# Espírito Santo SE
Espírito Santo SE is een Braziliaanse voetbalclub uit de Braziliaanse stad Colatina in de staat Espírito Santo.

## Geschiedenis
De club werd opgericht in 1998 als  Centro de Treinamento Edmílson Colatina Futebol Clube. In 2002 werd de club kampioen van de tweede klasse en promoveerde zo naar de hoogste klasse van het staatskampioenschap. In het eerste toernooi werd de club meteen groepswinnaar en plaatste zich zo meteen voor de finaleronde, waar ze uiteindelijk tweede werden achter Serra. In 2011 werd de naam Espírito Santo SE aangenomen, ook wel verkort ESSE. 